# Heinrich Rohrer
Heinrich Rohrer (født 6. juni 1933, død 16. maj 2013) var en schweizisk fysik, der modtog nobelprisen i fysik sammen med Gerd Binnig for opfindelsen af scanning tunneling microscope (STM). Det var en delt pris, og den anden halvdel gik til Ernst Ruska.